# ماغي مالون
ماغي مالون (بالإنجليزية: Maggie Malone)‏ هي رامية الرمح ‏ أمريكية، ولدت في 30 ديسمبر 1993 في جنيفا في الولايات المتحدة.

## وصلات خارجية
- ماغي مالون على موقع الاتحاد الدولي لألعاب القوى (الإنجليزية)
- ماغي مالون على موقع الاتحاد الأمريكي لسباقات المضمار والميدان (الإنجليزية)
- ماغي مالون على موقع اللجنة الأولمبية الدولية (الإنجليزية)
- ماغي مالون على موقع أوليمبيديا (الإنجليزية)
- ماغي مالون على موقع اللجنة الأولمبية والبارالمبية الأمريكية (الإنجليزية)